# 춘정 (2013년 영화)
"춘정"(CHUNJUNG)은 2013년 대한민국에서 제작된 이미랑 감독의 중편 영화로서 제14회 대구단편영화제에서 대상, 연기상 수상 및 제30회 부산국제단편영화제에서 관객상, 부산 스튜던트 어워드 수상, 심사위원특별언급상 등을 수상 하면서 주목 받았다. 이후 다양한 영화제를 통해서 호평 받았다.

## 특별상영
영화진흥위원회에서 후원하고 ㈜인디스토리와 ㈜한국시네마테크협의회에서 주최한 수요단편극장에서 ‘3인3색 女’감독 열전‘편으로 <거짓말(2013), 정성임 감독>, <영웅의 탄생(2012), 한지혜 감독>과 함께 서울아트시네마에서 상영(2013년 9월 27일)되었다.

## 배역
- 춘정 - 김소희
- 반장 - 홍경연
- 사장 – 박완규
- 맏언니 – 정인평
- 스카프 – 정의순
- 러브레터 – 김호연
- 형사 - 김민재

## 제작진
- 감    독 - 이미랑
- 각    본 - 이미랑
- 프로듀서 - 한달호
- 촬    영 - 강한빛
- 조    명 - 김바다
- 편    집 – 이미랑, 조희대
- 동시녹음 - 백경렬
- 믹    싱 - 송영호
- 음    악 - 김용은
- 미    술 – 김혜진

## 기술 양식
28min 29sec, HD

## 영화제 출품 및 수상
| 연도 | 영화제                     | 상영부문             | 수상여부                                            |
| ---- | -------------------------- | -------------------- | --------------------------------------------------- |
| 2015 | 제2회 포항 맑은 단편영화제 | 초청                 |                                                     |
| 2014 | 제2회 디아스포라영화제     | 디아스포라 숏컷      |                                                     |
| 2014 | 제5회 대구 사회복지영화제  | 단편섹션-극영화 부문 |                                                     |
| 2014 | 제2회 수원 수상작영화제    | 초청                 |                                                     |
| 2013 | 제14회 대구단편영화제      | 본선 경쟁            | 대상, 연기상 수상                                   |
| 2013 | 제15회 서울국제여성영화제  | 본선 경쟁            | GS칼텍스 최우수상 수상                              |
| 2013 | 제30회 부산국제단편영화제  | 본선 경쟁            | 관객상, 부산스튜던트어워즈, 심사위원특별언급상 수상 |
| 2013 | 제39회 서울독립영화제      | 본선 경쟁            | 관객상 수상                                         |
| 2013 | 제2회 대구여성영화제       | 개막작               |                                                     |
| 2013 | 제18회 인디포럼            | 신작전               |                                                     |
| 2013 | 제15회 정동진독립영화제    | 본선경쟁             |                                                     |
| 2013 | 제4회 광주여성영화제       | 초청                 |                                                     |

## 수상 및 관련 기사
부산국제단편영화제 폐막, 최우수작품상에 디에고 모디노 감독의 '환상의 순간' - 부산일보 춘정 3관왕 수상기사 2013.05.07

서울국제여성영화제, 축제 마무리..'춘정' 최우수상  - 스타뉴스 수상기사 2013.05.30.

'춘정', 제15회 서울국제여성영화제 단편경선 최고상 – 뉴스토마토 수상기사 2013.05.31

가을밤 대구서 2개의 영화제 ‘팡파르’ - 영남일보 대구여성영화제 개막작 상영기사 2013.11.05

서울독립영화제 내년을 기약하며 막 내리다 – 민중의소리 춘정 관객상 수상기사 2013.12.06

예술~대중성 갖춘 영화만 모았다 – 경기신문 춘정 초청작 발표기사 2014.11.12

독립·예술·대중 아우른 ‘작은 영화제’ 수원서 열려 – 경향신문 춘정 초청작 발표 기사 2014.11.14

[장우석의 電影雜感 (전영잡감)] 대구에도 여성영화제 있다 – 위클리포유 대구여성영화제 개막작 기사 2014.11.21

김포시문화재단, 문화다양성 체험 행사 마련 – 시민일보 춘정 초청기사 2016.05.19